# Arthur Nielsen (maler)
 For alternative betydninger, se Arthur Nielsen (flertydig). (Se også artikler, som begynder med Arthur Nielsen)
Arthur Nielsen (født 10. juli 1883 i Odense ; død 11. april 1946 i Klampenborg) var en dansk maler, der 1900 blev uddannet malersvend. Som kunstmaler var han privatelev af Heinrich Dohm ca. 1909-11.
Nielsen foretog rejser til blandt andet Tyskland, Østrig og Italien. 1913 var han medstifter af "Dyrehavens Malere".
Han malede især landskaber, mange med motiver fra egnen omkring Gentofte.
| - Værker af Arthur Nielsen - Landskab ved Tibirke - Det store træ i Tisvilde Hegn - Kirke med kirkegård, 1924 - Allé med vogn, Herlufsholm, 1927 - Landskab med gård ved vandet, 1932 - Gårde, formentlig Bornholm |